# Langschwanzwürger
Der Langschwanzwürger (Lanius cabanisi) ist ein Singvogel aus der Gattung Lanius in der Familie der Würger (Laniidae). Über die Biologie dieser Art sind nur wenige Details bekannt.
Der sehr große, auffällig schwarz–weiß gezeichnete Würger kommt vor allem in trockenen Savannen Ostafrikas vor. Er lebt einzeln, in Paaren, häufiger jedoch in kleinen sozialen Verbänden von bis zu 6 Individuen. L. cabanisi ist ein Standvogel. Außerhalb der Brutperioden streichen die Gruppen kleinräumig umher. Er ist wie die meisten Würgerarten ein Ansitzjäger, der sich vor allem von Insekten sowie von kleinen Wirbeltieren, wie Eidechsen und Mäusen, ernährt.
Die systematische Stellung des Langschwanzwürgers ist unklar. Meistens wird er mit dem ebenfalls in sozialen Verbänden lebenden Graumantelwürger in eine Superspezies Lanius excubitorius (= Syn. L. excubitoroides) Für beide Arten wurde die Untergattung Neolanius aufgestellt, doch ist diese Zuordnung nicht mehr üblich. Es werden keine Unterarten beschrieben.
Auch zur Bestandssituation der Art fehlen detaillierte Untersuchungen. Zumindest regional scheint L. cabanisi nicht selten zu sein. Sein Verbreitungsgebiet ist zwar relativ klein, doch scheinen für seinen Lebensraum keine schwerwiegenden aktuellen Bedrohungen vorzuliegen. Demzufolge stuft die IUCN den Bestand der Art als ungefährdet (LC = least concern) ein.

## Aussehen

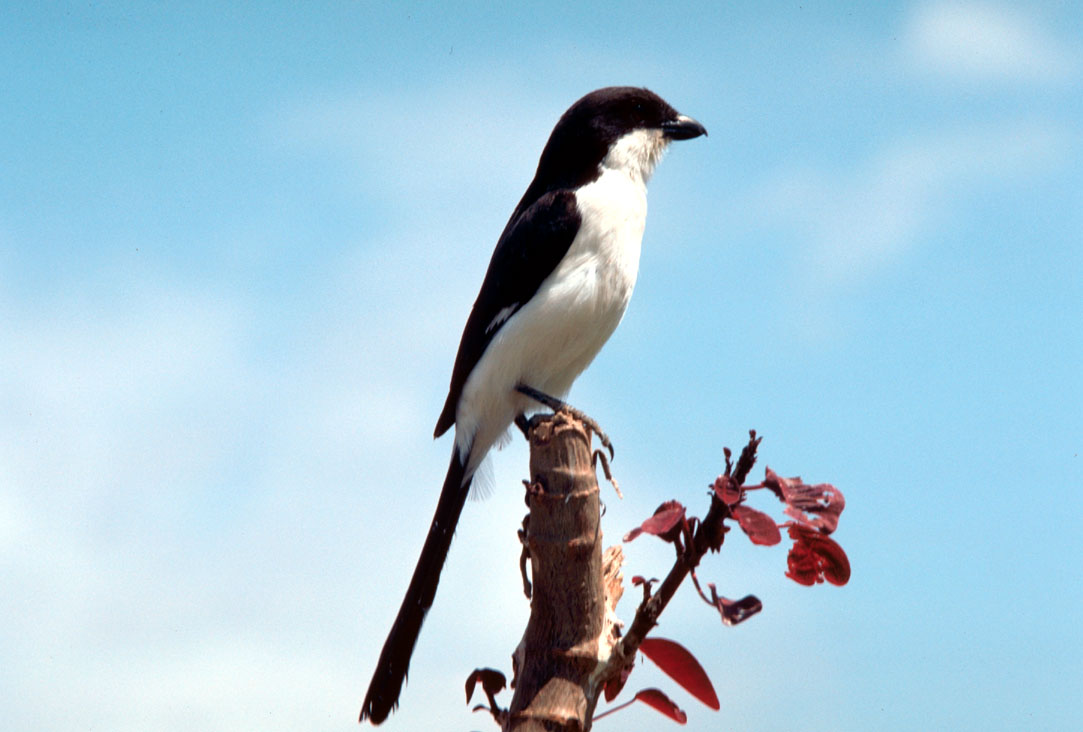
Männlicher Langschwanzwürger

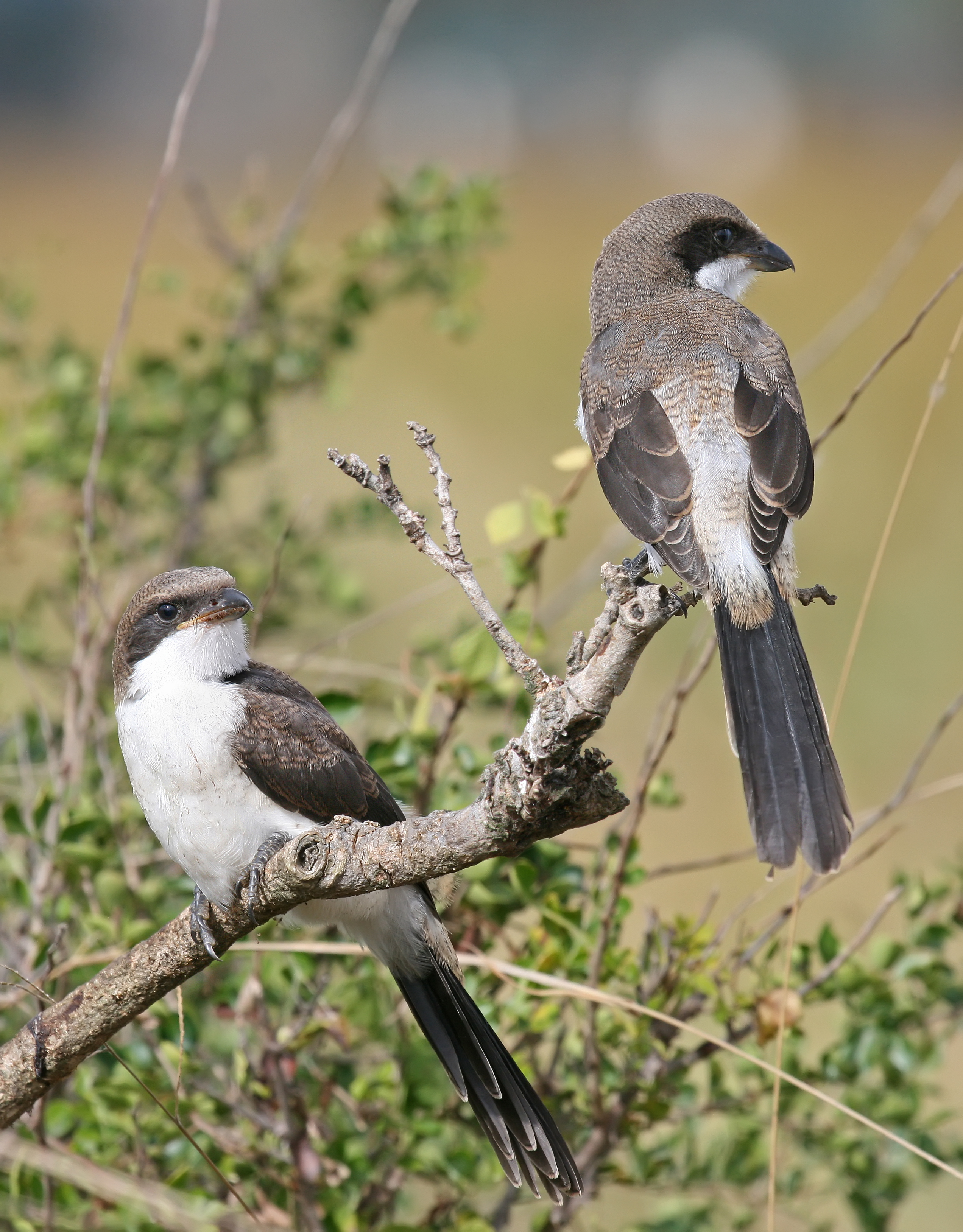
Jungvögel

Der Langschwanzwürger ist ein großer, schlank wirkender, jedoch robust gebauter, schwarz–weißer Würger mit auffallend langem Schwanz. Seine Körperlänge liegt zwischen 26 und 30 Zentimetern, wovon der Schwanz etwa die Hälfte einnimmt. Er erreicht ein Gewicht bis zu 80 Gramm. L. cabanisi ist bei etwa dem gleichen Körpergewicht etwas größer als der Nördliche Raubwürger. Das Weibchen ist geringfügig kleiner und leichter und weist bei ansonsten gleicher Gefiederfärbung eine rostbraune, bauschige Gefiederregion an den Flanken auf.
Stirn, Oberkopf, Scheitel und Nacken sind tief schwarz. Die Gesichtsmaske ist durch eine noch stärkere Farbsättigung bei guten Lichtverhältnissen schwach erkennbar. Mantel und oberer Rücken sind dunkelgrau, der untere Rückenabschnitt wird verlaufend geringfügig heller. Die Oberseite der Schwingen ist schwarzbraun. Die basalen Abschnitte der Handschwingen sowie einige Federn der äußeren und inneren Armschwingen sind weiß. Dadurch entsteht beim sitzenden Vogel ein meist auffälliges, weißes Flügelfeld, beim fliegenden eine deutliche, sichelförmige, weiße Markierung. Der Bürzel ist matt weiß oder hellgrau, ebenso die Deckfedern der Oberseite des Schwanzes. Letztere können eine helle Endbinde aufweisen, oder im Endbereich weiß gesprenkelt oder getropft sein. Der lange, deutlich gestufte Schwanz ist schwarzbraun; im frischen Gefieder sind feine weiße Zeichnungen in seinem Endbereich erkennbar. Die gesamte Körperunterseite ist rein weiß; die Unterseiten der Flügel und des Schwanzes sind dunkel schiefergrau. Der mächtige Hakenschnabel ist schwarz, ebenso die Beine. Die Iris der Augen ist schwarzbraun.
Juvenile sind auf der Oberseite auf graubraunem Grund sehr dicht gelbbraun gewellt, der Bürzel ist cremefarben, die bereits fast schwarzen Schwingen sind deutlich hellbraun gerandet, ebenso die meisten Deckfedern der Flügel und des Schwanzes. Die Gesichtsmaske ist deutlich erkennbar. Der dunkelbraune Schwanz weist unregelmäßig verteilte, helle Farbpunkte auf. Die Körperunterseite ist matt weiß und vor allem auf der Brust fein dunkel gewellt. Die Flanken sind rostbraun behaucht. Der Schnabel ist graubraun.

### Mauser
Über Zeitpunkt und Art der Mauser sind nur sehr wenige Einzelheiten bekannt. Offenbar werden sowohl bei der Mauser der Jungvögel ins Erwachsenengefieder als auch bei der jährlichen Mauser der Adulten alle Federn gewechselt. Die adulten Vögel beginnen mit der Mauser nach der Brutperiode, also meist in den Trockenzeiten ab Juli. Wie lange die Mauser dauert und im welchen Alter Juvenile ins erste Erwachsenengefieder wechseln, ist nicht bekannt.

## Lautäußerungen
Die Art ist akustisch sehr auffällig. Die Gruppen versammeln sich regelmäßig an den Rändern ihrer Reviere, wo sie unter andauerndem Schwanzstelzen und Schwanzkreisen rufen und zetern. Die dabei geäußerten Rufe sind unterschiedlich, haben aber alle eine raue, zum Teil gepresste, krächzend-kreischende Klangcharakteristik. Keckernde Laute und Schnabelknappen sind bei diesen Gruppentreffen ebenfalls häufig zu vernehmen. Als weitgehend universeller Warn- und Aggressionsruf ist ein einzelnes oder gereihtes, häherartiges Tschää, Tscherr oder Kerrr zu hören. Andere Lautäußerungen bestehen aus Pfeiftönen und Lautimitationen der verschiedensten Art. Wahrscheinlich hauptsächlich im sexuellen Kontext steht ein mehr melodiöses zweisilbiges Kech–wa.

## Verbreitung und Lebensraum

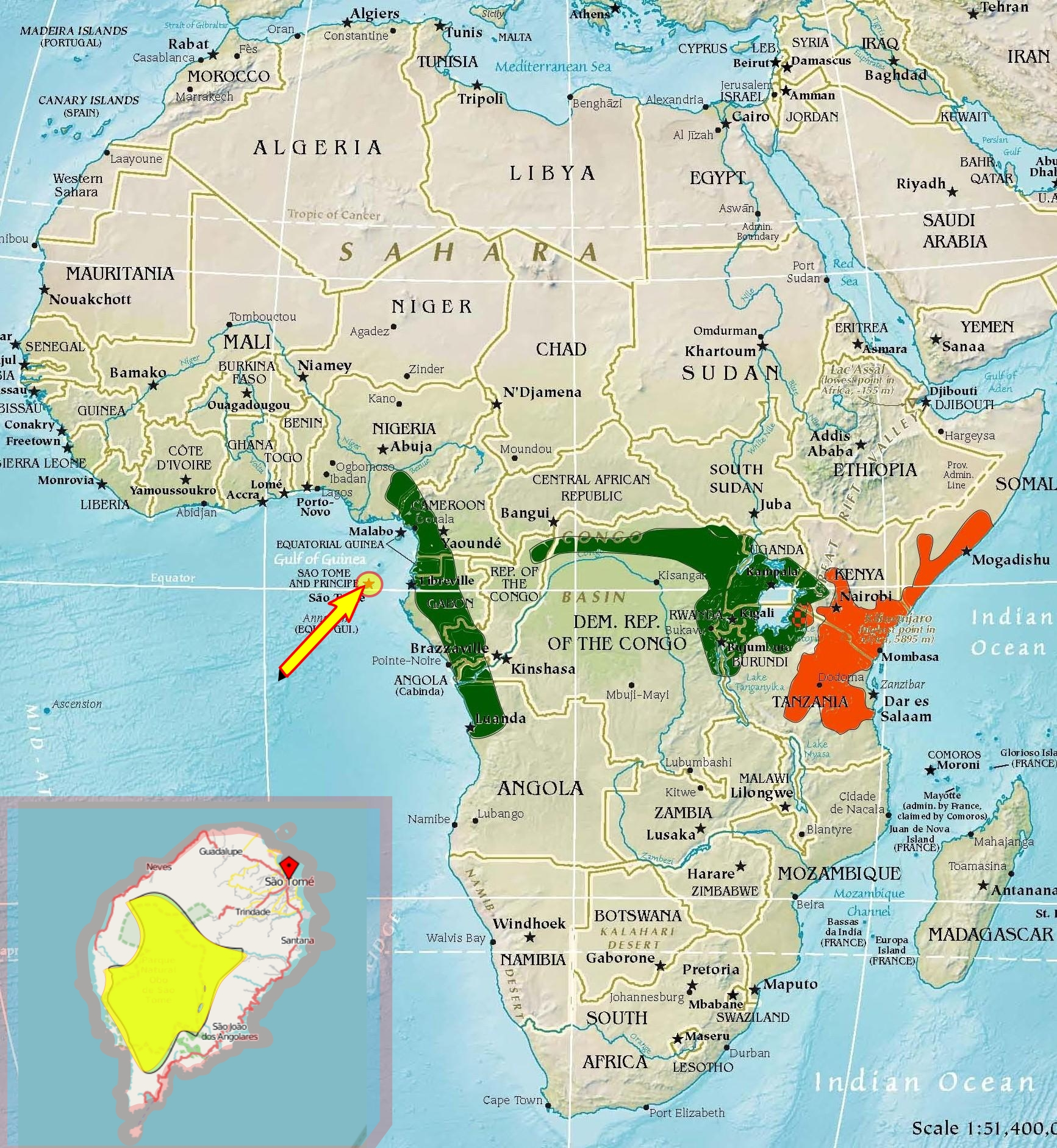
Verbreitung des Langschwanzwürgers, des Makinnonwürgers und des São-Tomé-Würgers
orange: Langschwanzwürger
grün: Makinnonwürger
gelb: São-Tomé-Würger (Pfeil und kleine Karte links unten)

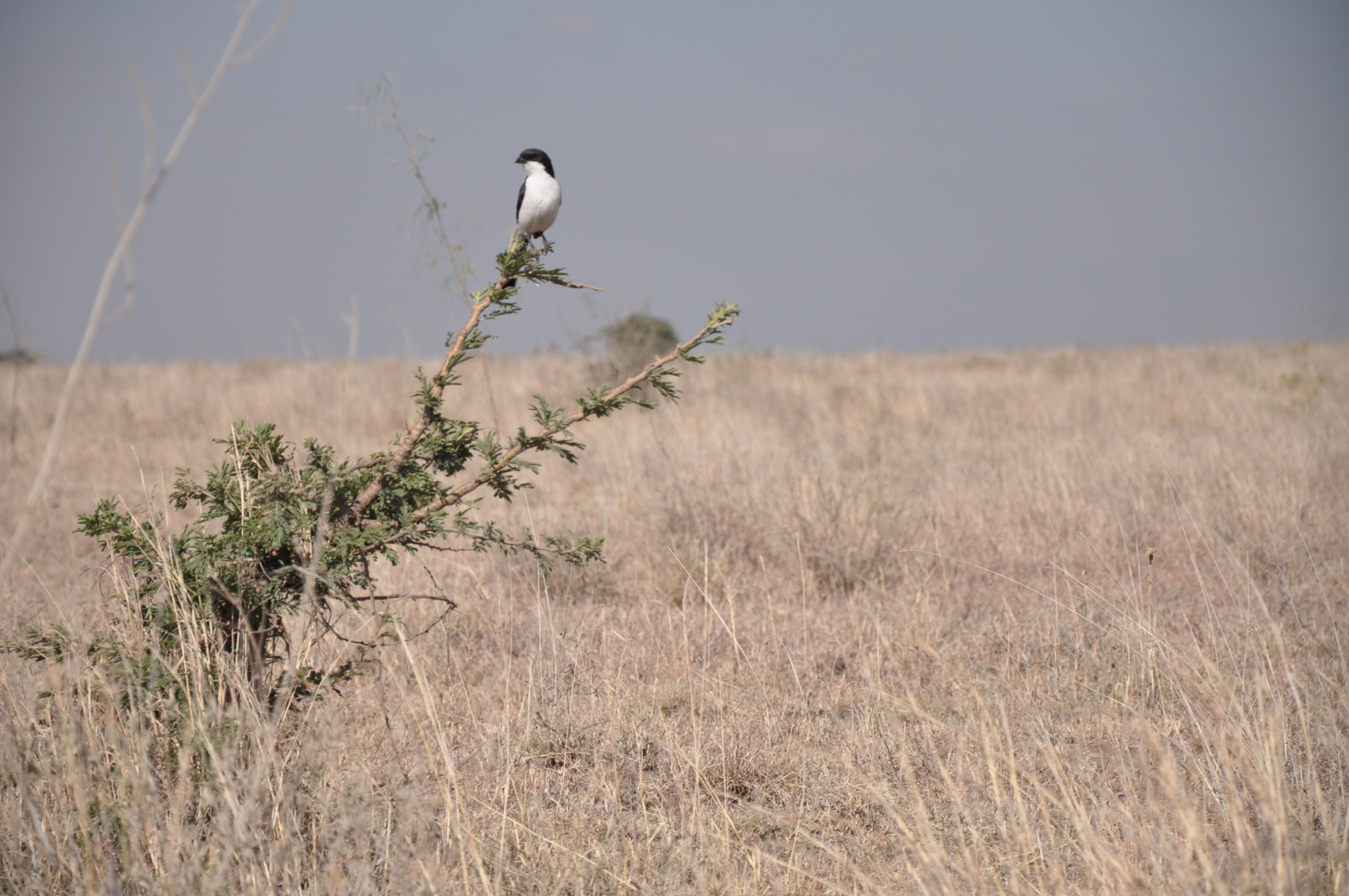
Langschwanzwürger in einer Grassavanne

Lanius cabanisi ist im östlichen Afrika südlich der Sahara sowohl nördlich als auch südlich des Äquators verbreitet. Er bewohnt geeignete Habitate im südlichen, vor allem küstennahen Somalia, im zentralen und südlichen Kenia sowie im nördlichen, nordöstlichen und zentralen Tansania. Eine größere Verbreitungsinsel liegt östlich des Viktoriasees, in deren Westteil der Makinnonwürger und der Langschwanzwürger sympatrisch vorkommen. Auch die Verbreitungsgebiete des Somaliwürgers, des Nördlichen Fiskalwürgers und des Taitawürger überlappen teilweise mit dem Verbreitungsgebiet von L. cabanisi. Es wurden bisher keine Hybride beobachtet.
Der Langschwanzwürger bevorzugt vor allem trockene Habitate wie Savannen unterschiedlichen Typs. Dornbuschdickichte am Rande von Grassavannen sowie busch- und locker baumbestandene Trockensavannen werden häufig besiedelt. Die Art kommt auch in sehr offen bewaldeten Gebieten und in den Randbereichen von Kulturland vor. Wesentliche Habitatrequisiten sind neben einem ausreichenden Nahrungsangebot Sitzwarten. Regionen mit kurzer oder fehlender Vegetation werden bevorzugt. L. cabanisi ist als Brutvogel von den Niederungen bis in Höhen von 1600 Metern verbreitet. Zur Bestandsdichte und Reviergröße liegen keine Angaben vor.

## Nahrung und Nahrungserwerb
Die Nahrung des Langschwanzwürgers besteht vor allem aus Insekten, unter denen Käfer und Heuschrecken eine dominierende Stellung einnehmen, sowie aus Wirbeltieren wie kleinen Singvögeln und ihren Nestlingen, Eidechsen, Geckos, jungen Schlangen sowie kleinen Nagetieren. Gelegentlich verzehrt er Früchte, zum Beispiel jene des Zahnbürstenbaums und verwertet Speisereste.
Wie die Mehrzahl der Würger ist auch L. cabanisi ein Ansitzjäger. Von einer unterschiedlich hohen Sitzwarte aus sucht er den Boden nach Beutetieren ab und schlägt sie nach einem kurzen Gleitflug. Gelegentlich liest er Beutetiere auch von Substratoberflächen (Blättern, Baumrinde) ab, oder sammelt sie vom Boden auf. Flugjagden wurden sehr selten beobachtet. Mit großer Wahrscheinlichkeit spießt die Art Beutetiere auf und legt Vorräte an. Häufig werden Langschwanzwürger in einer mutualistischen Jagdbeziehung mit dem Büffelweber beobachtet, in der die Würger von den Insekten profitieren, die durch den Weberschwarm aufgescheucht werden, die Weber von der Wachsamkeit und den Warnrufen der Würger.

## Allgemeines Verhalten und Brutbiologie
Wie alle Würger ist auch der Langschwanzwürger tagaktiv. Den relativ kurzen äquatorialen Tag verbringt die Art vor allem mit Aktivitäten, die mit der Nahrungsbeschaffung, der Revierbehauptung und – während der Brutzeit – mit Brut und Brutpflege zusammenhängen. Die Art lebt allein, in saisonalen Paaren, in den allermeisten Fällen aber in kleinen Verbänden von 4–6 Individuen. Die Zusammensetzung der Gruppenmitglieder und ihre soziale Organisation ist nicht bekannt, es wird aber angenommen, dass es sich meist um ein Elternpaar mit den frischen und letztjährigen Jungen handelt. Die Gruppenmitglieder stehen im ständigen akustischen und visuellen Kontakt, wobei dem langen Schwanz, der andauernd auffällig gestelzt, gespreizt und gedreht wird, eine besondere optische Funktion zukommt. Vor allem in den Abendstunden versammeln sich die Gruppenmitglieder unter lauten Rufen an den Reviergrenzen in einem Busch. Der Langschwanzwürger ist ein Standvogel. Fallweise wurden einzelne Individuen südlich der bekannten Brutgebiete festgestellt, was auf zumindest gelegentliche Wanderbewegungen hindeutet.
Die Balz- und Paarbildung wurde bisher nicht beschrieben; auch über die durchschnittliche Dauer der Paarbindung ist nichts bekannt. Ob kooperatives Brüten mit Bruthilfe stattfindet, konnte bisher ebenfalls nicht festgestellt werden. Am Nest – beim Brüten und Beschatten, Hudern und Füttern – wurde bisher immer nur ein Brutpaar beobachtet.
Die Brutzeiten sind nicht so stark von den Regenzeiten abhängig wie bei anderen Arten. In Somalia liegen sie im Mai und Juni, in Kenia zwischen Januar (Dezember) und Mai sowie zwischen August und Oktober und in Tansania zwischen Januar und Juni. Das Nest wird in einem dichten Busch oder Baum meist in Höhen zwischen 2 und 3 Metern errichtet. Es ist ein offener Napf aus Grashalmen und Zweigchen, am oberen Rand häufig mit Spinnweben getarnt. Die Gelege bestehen aus 3–4 auf cremefarbenem Grund unterschiedlich intensiv gelblich, dunkelbraun und rosa gefleckten Eiern. Die Brut beginnt mit dem ersten Ei. Die Küken schlüpfen nach 13–14 Tagen und verlassen nach 16–18 Tagen das Nest.

## Systematik
Der Langschwanzwürger wurde 1906 von Ernst Johann Otto Hartert erstbeschrieben. Das Typusexemplar stammt aus der Gegend um Mombasa. Das Artepitheton ehrt den deutschen Ornithologen Jean Louis Cabanis, der im Jahre der Erstbeschreibung verstarb.
Die Art ist monotypisch. Sie wird meist gemeinsam mit dem Graumantelwürger als Superspezies aufgefasst und wurde früher in eine heute nicht mehr valide Untergattung Neolanius gestellt. Diese Zuordnung beruht auf morphologischen, vor allem aber auf verhaltensbiologischen Gemeinsamkeiten. Inwieweit molekularbiologische Untersuchungen diese Einschätzungen bestätigen können, steht noch aus.

## Bestand und Bestandsentwicklung
Es liegen keine detaillierten Bestandsuntersuchungen vor. Die Art, die in einigen Schutzgebieten wie dem Nairobi National Park, dem Tarangire-Nationalpark und dem Mikumi-Nationalpark vorkommt, scheint nicht selten zu sein, allerdings ist ihr Verbreitungsgebiet nicht sehr ausgedehnt. Inwieweit die zunehmende Bekämpfung des Blutschnabelwebers mit Chemiegiften auch die Bestandsdichte des Langschwanzwürgers beeinflusst wurde noch nicht evaluiert. Laut IUCN ist die Bestandssituation zur Zeit stabil und der Bestand der Art ungefährdet.